# یانوویتس کوشچیلنه
یانوویتس کوشچیلنه (به لاتین: Janowiec Kościelny) یک روستا در لهستان است که در گمینا یانوویتس کوشچیلنه واقع شده‌است. یانوویتس کوشچیلنه ۳۶۰ نفر جمعیت دارد.